# Baños árabes de San Pedro
Los baños árabes de San Pedro se encuentran en el barrio de San Pedro, en la zona de la Axerquía de la ciudad de Córdoba, España. Fueron declarados Bien de Interés Cultural el 4 de junio de 1931 en la categoría de Monumento.
Las obras para su acceso al público comenzaron el 14 de mayo de 2025 y se espera que su apertura se produzca a mediados de 2026.

## Historia
Estos baños islámicos se construyeron probablemente durante el gobierno de Almanzor, político del siglo X durante el Califato de Córdoba, cuando se calcula que habría en torno a 500 baños árabes en la ciudad debido a las purificaciones (abluciones) que se realizaban en su interior, muy presentes en la cultura islámica. Los capiteles califales dan información acerca del origen califal de este espacio. Estarían ubicados en la antigua Axerquía, una ampliación oriental de la medina debido a la falta de espacio por la multitud de habitantes.
Tras la conquista cristiana de la ciudad en 1236 por Fernando III, los baños continuaron siendo utilizados en los siguientes siglos. El monarca castellano Alfonso X traspasó la titularidad de los baños a una señora llamada doña Illana, aunque una vez pasa a sus hijos, estos deciden cederla a la Diócesis de Córdoba. El Cabildo se encargó de los mismos durante los siglos posteriores, a menudo para la provisión de agua dulce. En aquella época existieron dos entradas, la de la plaza de la Paja se ha perdido y el único acceso es desde la calle Carlos Rubio, número 8 y 10, antes conocida como calle Alta del Baño o calle del Baño Alto. En 1524, la caldera de los baños fue desmontada para ser trasladada a los baños árabes de Santa María, próximos a la Mezquita-catedral, por lo que dejaron de utilizarse y cayeron en abandono.
Aunque ya se conocía su existencia desde antaño, los primeros estudios se realizaron científicamente en 1962. La Junta de Andalucía procedió a su compra en 1992, encontrándose en ese momento en un estado ruinoso, por lo que se procedió a unas obras de urgencia durante esa década para evitar su derrumbe. A finales de 2018 la Junta de Andalucía explicó su intención de recuperar estos baños junto a los de la Pescadería. En junio de 2020 concluyeron los pasos previos a su restauración, con un presupuesto de 21.500 euros, con la realización de un estudio geotécnico, una limpieza arqueológica y el levantamiento planimétrico de la totalidad del inmueble.En noviembre de 2024 se licitó la recuperación de este espacio para su apertura al público, con un presupuesto de 1,6 millones de euros cofinanciados por los fondos Feder (Fondo Europeo de Desarrollo Regional) y con una duración de trece meses. Las obras comenzaron el 14 de mayo de 2025 y se espera que se abran al público a mediados de 2026.

## Descripción
Los baños de San Pedro están organizados en torno a un pequeño patio abovedado identificado como la sala templada de los mismos, que conserva una de las cuatro galerías con arcos de herradura que tuvo originalmente. 
También se conserva la sala caliente, con la bóveda y los lucernarios originales, y una sala de inmersión con la cubierta original, a la que se accede por un arco de herradura geminado con columna de acarreo. Bajo esta sala se mantiene también parte del hipocausto.
De la sala fría apenas se conservan algunos muros y fragmentos de fuste. Asimismo, todavía se mantiene el aljibe original.